# Stemodia hyptoides
Stemodia hyptoides är en grobladsväxtart som beskrevs av Adelbert von Chamisso och Diederich Franz Leonhard von Schlechtendal.
Stemodia hyptoides ingår i släktet Stemodia och familjen grobladsväxter. Inga underarter finns listade i Catalogue of Life.